# Bożena Walter
Bożena Ewa Walter z domu Bukraba (ur. 22 września 1938 w Krakowie) – polska dziennikarka i prezenterka telewizyjna. Założycielka i w latach 2001–2016 prezes zarządu Fundacji TVN Nie jesteś sam.

## Życiorys

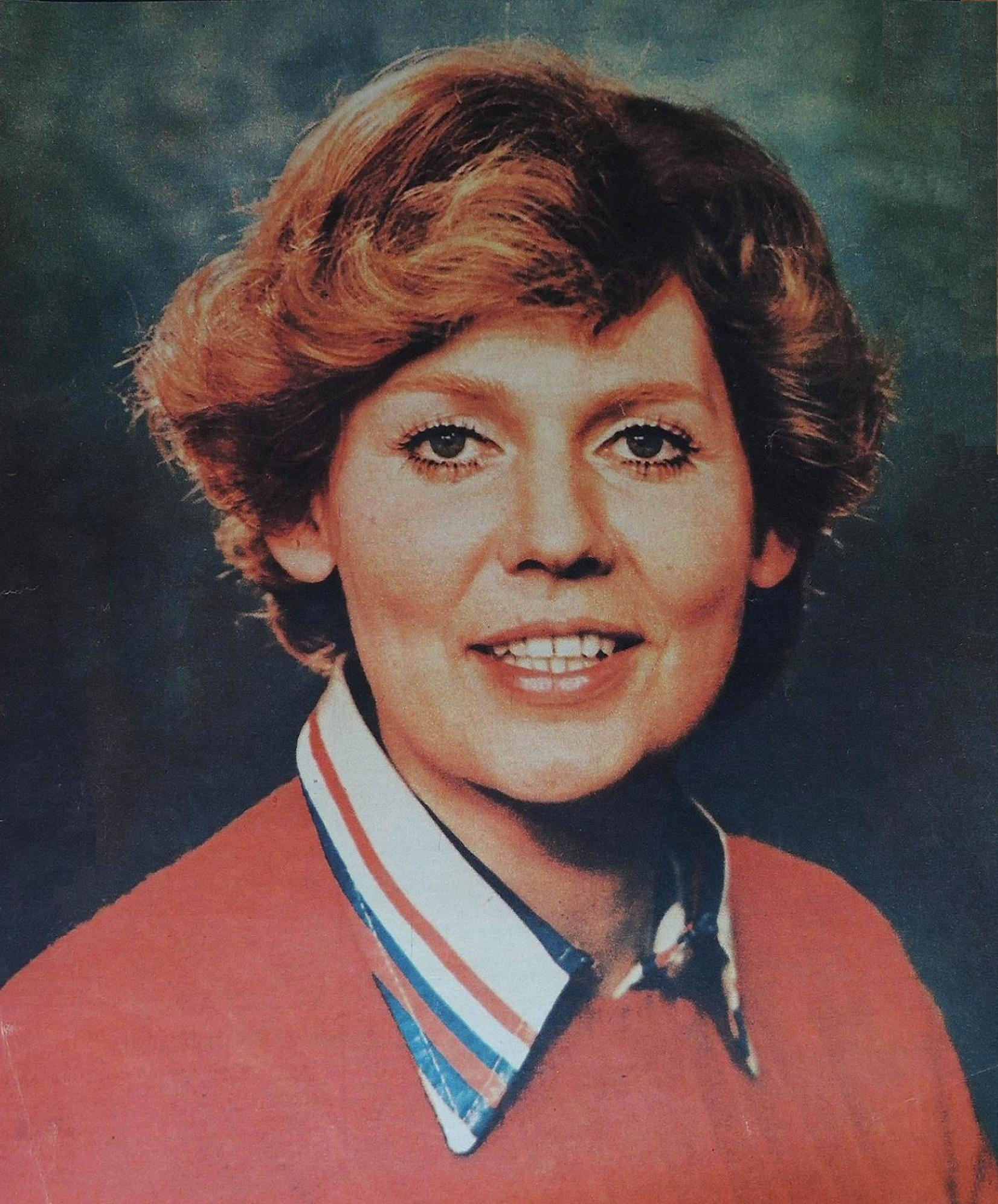
Bożena Walter (1972)

Córka Władysława Bukraby (1907–1940), oficera artylerii Wojska Polskiego II RP w stopniu porucznika, ofiary zbrodni katyńskiej, zamordowanego w Charkowie. Ukończyła II Liceum Ogólnokształcące im. Jana Śniadeckiego w Kielcach, po czym podjęła studia w Instytucie Filologii Orientalnej Uniwersytetu Jagiellońskiego.
Podczas studiów była dziennikarką i felietonistką kieleckiej gazety „Słowo Ludu”. Później została spikerką Telewizji Kraków, a następnie reporterką w audycji Śląski Magazyn Informacyjny w Radiu Katowice. Po dwóch latach pracy w tej stacji wyjechała do Warszawy, gdzie w 1967 zadebiutowała jako spikerka Telewizji Polskiej. Następnie współprowadziła i wydawała program rozrywkowy Telewizyjny Ekran Młodych. Była współprowadzącą i współautorką popularnego w okresie PRL wielogodzinnego bloku programowego Studio 2, współtworzyła i przez pewien czas kierowała programem dla dzieci i młodzieży 5-10-15. Była autorką programu rozrywkowego Czar par. W 1976 ukończyła naukę w Zaocznym Wyższym Studium Zawodowym Realizacji Telewizyjnej Programów Dziennikarskich PWSFTviT w Łodzi.
W 1997 zakończyła pracę w TVP. W 2001 zainicjowała powstanie Fundacji TVN Nie jesteś sam, której fundatorem została spółka akcyjna TVN, pokrywająca koszty funkcjonowania organizacji. Bożena Walter objęła stanowisko prezesa zarządu fundacji, które zajmowała społecznie do 2016. W 2023 zainicjowała rodzinną Fundację im. Bożeny i Mariusza Walterów, która ustanowiła przeznaczoną dla twórców mediów Nagrodę Mariusza Waltera.

## Życie prywatne
Była żoną Mariusza Waltera. Ma syna Piotra i córkę Sandrę.

## Filmografia
- 1970: Na dobranoc – spikerka Bożena Walter[11]
- 1970: Przygody psa Cywila (odc. 5 – Zbiegowie) – spikerka w telewizji[11]
- 1972: Anatomia miłości – spikerka w telewizji[11]
- 1981: 07 zgłoś się (odc. 12 – Ścigany przez samego siebie) – dziennikarka tv[11]
- 1984: 07 zgłoś się (odc. 15 – Skok śmierci) – kobieta przy stoliku[11]

## Odznaczenia i wyróżnienia
- Krzyż Oficerski Orderu Odrodzenia Polski – 2011[17][18]
- Order Uśmiechu – 2008
- Super Wiktor – 1993, 1998
- Gwiazda Telewizji Polskiej – 2002
- Perła Honorowa Polskiej Gospodarki w kategorii krzewienie wartości społecznych – 2008[19]